# Paradiaptomus hameri
Paradiaptomus hameri is een eenoogkreeftjessoort uit de familie van de Diaptomidae. De wetenschappelijke naam van de soort is voor het eerst geldig gepubliceerd in 1999 door Rayner.